# Condado de Morrison
El condado de Morrison es un condado del estado de Minnesota, Estados Unidos. Tiene una población estimada, a mediados de 2023, de 34 250 habitantes.
La sede del condado es Little Falls.

## Geografía
Según la Oficina del Censo, el condado tiene una superficie total de 2942 km², de los cuales 2914 km² corresponden a tierra firme y 28 km² están cubiertos de agua.

## Condados adyacentes
- Condado de Cass - norte
- Condado de Crow Wing - noreste
- Condado de Mille Lacs - este
- Condado de Benton - sureste
- Condado de Stearns - sur
- Condado de Todd - oeste

### Principales carreteras y autopistas
- U.S. Autopista 10
- Carretera estatal 25
- Carretera estatal 27
- Carretera estatal 28
- Carretera estatal 115
- Carretera estatal 210
- Carretera estatal 238
- Carretera estatal 371

## Demografía

### Censo de 2020
Según el censo de 2020, en ese momento el condado tenía una población de 34 010 habitantes.
| Raza                   | Núm.   | Porc.  |
| ---------------------- | ------ | ------ |
| Blancos                | 32 245 | 94.81% |
| Afroamericanos         | 185    | 0.54%  |
| Amerindios             | 133    | 0.39%  |
| Asiáticos              | 110    | 0.32%  |
| Isleños del Pacífico   | 14     | 0.04%  |
| De otras razas         | 236    | 0.69%  |
| De una mezcla de razas | 1087   | 3.20%  |

Del total de la población, el 1.86% eran hispanos o latinos de cualquier raza.

### Estimación 2018-2022
Según la estimación 2018-2022 de la Oficina del Censo, los ingresos medios de los habitantes del condado son de $66,264 y los ingresos medios de las familias son de $82,308. Los ingresos per cápita en los últimos doce meses, medidos en dólares de 2022, son de $34,269. Alrededor del 10.3% de la población está por debajo de la línea de pobreza nacional.

## Ciudades
| - Bowlus - Buckman - Elmdale - Flensburg - Genola | - Harding - Hillman - Lastrup - Little Falls - Motley (en parte) | - Pierz - Randall - Royalton (en parte) - Sobieski - Swanville (en parte) - Upsala |

## Municipios
| - Municipio de Agram - Municipio de Belle Prairie - Municipio de Bellevue - Municipio de Buckman - Municipio de Buh - Municipio de Culdrum - Municipio de Cushing - Municipio de Darling | - Municipio de Elmdale - Municipio de Granite - Municipio de Green Prairie - Municipio de Hillman - Municipio de Lakin - Municipio de Leigh - Municipio de Little Falls - Municipio de Morrill | - Municipio de Motley - Municipio de Mount Morris - Municipio de Parker - Municipio de Pierz - Municipio de Pike Creek - Municipio de Platte - Municipio de Pulaski - Municipio de Richardson | - Municipio de Ripley - Municipio de Rosing - Municipio de Scandia Valley - Municipio de Swan River - Municipio de Swanville - Municipio de Two Rivers |